# Evaldas Šiškevicius
Evaldas Šiškevičius (ur. 30 grudnia 1988 w Wilnie) – litewski kolarz szosowy. Olimpijczyk (2020).

## Osiągnięcia
Opracowano na podstawie:

2005
- 2. miejsce w mistrzostwach Litwy juniorów (jazda indywidualna na czas)

2006
- 2. miejsce w Sint-Martinusprijs Kontich

2007
- 3. miejsce w mistrzostwach Litwy (jazda indywidualna na czas)

2008
- 3. miejsce w mistrzostwach Litwy (jazda indywidualna na czas)

2009
- 2. miejsce w mistrzostwach Litwy (jazda indywidualna na czas)

2010
- 2. miejsce w mistrzostwach Litwy (jazda indywidualna na czas)

2011
- 3. miejsce w Tour de Bretagne
- 1. miejsce w Volta ao Alentejo
  - 1. miejsce na 3. etapie
- 3. miejsce w mistrzostwach Litwy (jazda indywidualna na czas)

2012
- 1. miejsce na 5. etapie Tour de Bretagne
- 1. miejsce na 2. etapie Tour du Limousin
- 1. miejsce w Grand Prix de la Somme

2013
- 3. miejsce w mistrzostwach Litwy (start wspólny)

2015
- 1. miejsce w Circuit des Ardennes
  - 1. miejsce na 3. etapie (jazda drużynowa na czas)
- 3. miejsce w Tour de Picardie
  - 1. miejsce w klasyfikacji punktowej
- 1. miejsce w Tour of Yancheng Coastal Wetlands
  - 1. miejsce w klasyfikacji punktowej
  - 1. miejsce na 1. etapie

2018
- 3. miejsce w mistrzostwach Litwy (jazda indywidualna na czas)
- 3. miejsce w mistrzostwach Litwy (start wspólny)

2019
- 2. miejsce w mistrzostwach Litwy (jazda indywidualna na czas)

2020
- 1. miejsce w mistrzostwach Litwy (jazda indywidualna na czas)

2021
- 1. miejsce w mistrzostwach Litwy (jazda indywidualna na czas)
- 3. miejsce w mistrzostwach Litwy (start wspólny)

2022
- 1. miejsce w Tour of Estonia
- 2. miejsce w mistrzostwach Litwy (jazda indywidualna na czas)

## Rankingi
| Rok             | 2007  | 2008  | 2009 | 2010  | 2011 | 2012 | 2013 | 2014 | 2015 | 2016  | 2017 | 2018 | 2019 | 2020 | 2021 | 2022 |
| --------------- | ----- | ----- | ---- | ----- | ---- | ---- | ---- | ---- | ---- | ----- | ---- | ---- | ---- | ---- | ---- | ---- |
| World Ranking   |       |       |      |       |      |      |      |      |      | 1010. | 719. | 587. | 284. | 387. | 312. | 303. |
| UCI Europe Tour | 1351. | 1198. | 877. | 1040. | 156. | 63.  | 254. | 501. | 143. | 682.  | 551. | 341. | 231. | 317. | 263. | 244. |
| UCI Asia Tour   | -     | -     | -    | -     | -    | 191. | -    | 312. | 33.  | -     | -    | -    |      |      |      |      |
|                 |       |       |      |       |      |      |      |      |      |       |      |      |      |      |      |      |
| Źródło: UCI     |       |       |      |       |      |      |      |      |      |       |      |      |      |      |      |      |